# سیات آروسا
سیات آروسا (SEAT Arosa) خودرویی است که در سال‌های ۱۹۹۷ تا ۲۰۰۴ تا ۲۰۱۱ تولید شده‌است.
این خودرو در کلاس خودرو شهری قرار گرفته، طول آن در حالت طبیعی ۳٬۵۵۱ میلیمتر (۱۳۹٫۸ اینچ)، عرض آن در حالت طبیعی ۱٬۶۳۹ میلیمتر (۶۴٫۵ اینچ) و ارتفاع آن در حالت طبیعی ۱٬۴۶۰ میلیمتر (۵۷ اینچ) است.